# Stenoeme annularis
Stenoeme annularis là một loài bọ cánh cứng trong họ Cerambycidae.